# Língua ucraniana
A língua ucraniana (українська мова, transl. ukrayins'ka mova) é uma língua oriunda de um ramo de línguas eslavas que evoluiu do antigo eslavônico. Morfologicamente, assemelha-se à língua russa, embora também apresente semelhanças fonéticas com a língua servo-croata e partilhe muito do seu vocabulário com o polonês.
Apesar da semelhança com o russo, o alfabeto ucraniano, com 32 letras e um sinal de abrandamento, possui diversas particularidades: utiliza o "I" latino, além de outra letra criada para representar o som /g/ (como em "gato"), além de não apresentar algumas letras russas.
Hoje, o ucraniano é a língua de comunicação de cerca de 30 milhões de pessoas que vivem no seu próprio território geográfico, e de outras 10 milhões espalhadas pelo mundo.

## História
O nome desta língua eslava deriva de ukraina, que quer dizer “zona fronteiriça”, referindo-se à região onde o domínio cossaco fazia limites com os principados eslavos do norte e do oeste e das hordas turcas do sul.
A atual língua ucraniana deriva do eslavo oriental antigo que se falava na Rus' de Kyiv. 
A história literária da língua ucraniana tem sua origem em outros países eslavos, principalmente Bulgária e Macedônia do Norte, e foi um veículo de difusão do cristianismo. Os antigos textos "ucranianos" são apenas de linguagem coloquial, o resto é comum a todos os eslavos cristianizados de rito bizantino. Com a incorporação do país ao Grão-Ducado da Lituânia (e parcialmente à Polônia) no século XIV, produz-se uma evolução até uma língua literária que une os eslavos da atual Bielorrússia e os eslavos da atual Ucrânia.
Todos estes ingredientes: eslavo eclesiástico, ucraniano, bielorrusso e polonês, participaram em diversas proporções na língua literária do século XVI ao XVIII. Mas no final do século XVIII e início do século XIX aconteceu uma revolução: muitos dos componentes não nativos da língua foram eliminados e a língua foi reestruturada sobre base dialetal de Kiev.
Uma complicação adicional se produziu entre 1863-1905: durante esse tempo entrava em vigor uma política czarista de unificação da língua entre o povo eslavo (pan-eslavismo). Devido a isso, a utilização do idioma falado no oeste da atual Ucrânia foi censurado, bem como o idioma falado na atual Bielorrússia. Mas, por outro lado, entra na moda a língua polaca, bem como a cultura polaca. Grandes escritores polacos introduziram a ideia de separatismo nos territórios que falavam ucraniano.
Após a revolução de 1917, o desenvolvimento do ucraniano teve seus altos e baixos, às vezes de caráter drástico. O grande período de divisão do território ucraniano entre vários estados ao longo da sua história, como Polônia, Rússia, Tchecoslováquia, Romênia, Áustria-Hungria, deixaram marcas no desenvolvimento da língua escrita e falada.

## Dados
A língua ucraniana é falada por cerca de 40 milhões de pessoas, a maioria das quais na Ucrânia, e as demais em zonas fronteiriças da Polônia, Eslováquia e Romênia, além de emigrantes na América, especialmente no Brasil, Estados Unidos e Canadá e também na Europa, notadamente em Portugal.

## Dialetos
O ucraniano atual está baseado principalmente no grupo de dialetos sul-orientais, concretamente os falados nas regiões de Tcherkássi, Poltava e ao sul de Kiev, ainda que também tenha experimentado a influência dos dialetos sul-ocidentais de Lviv, importante centro cultural ucraniano.
Essa influência tem sido exercida, desde a Idade Média, especialmente no léxico mas também na fonologia, sendo mais forte nos tempos modernos, sobretudo nos séculos XIX e XX. Como resultado, se pode falar de uma dupla influência dialetal sobre o ucraniano normativo, ainda que a influência sul-oriental seja a mais significativa.

## Caracteres
Аа Бб Вв Гг Ґґ Дд Ее Єє Жж Зз Ии Іі Її Йй Кк Лл Мм Нн Оо Пп Рр Сс Тт Уу Фф Хх Цц Чч Шш Щщ ь Юю Яя
Os caracteres em negrito são usados no alfabeto cirílico do russo. As letras Ээ, Ёё, Ыы, Ъъ do cirílico russo não existem na língua ucraniana.

### Alfabeto latino
A língua 'ucraniana' foi escrita em alfabeto latino, forma Latinka, similar às formas usadas pelo tcheco e o polonês desde os séculos XVI – XVII. No século XIX, o padre Josyp Łozynski Ivanovyč, de Lviv, na sua publicação Ruskoje wesile ("Casamento ucraniano") de 1834 tentou revitalizar esse uso.
Durante o domínio do Império Austro-húngaro houve nova tentativa de ocidentalizar a língua ucraniana pelo uso do alfabeto latino, em projeto do político checo Josef Jirecek. Nova tentativa nesse sentido de usar o Latinka foi feita em 1927 na conferência de Carcóvia pelos linguístas M. Johansen, B. Tkačenko e M. Nakonečnyj. Porém, a União Soviética se opôs a essa iniciativa.
O Latinka apresenta o alfabeto latino sem o Q e sem o X. Muitas das demais 24 letras do alfabeto latino tradicional apresentam diacríticos, o que leva a um total de 37 caracteres diversos.

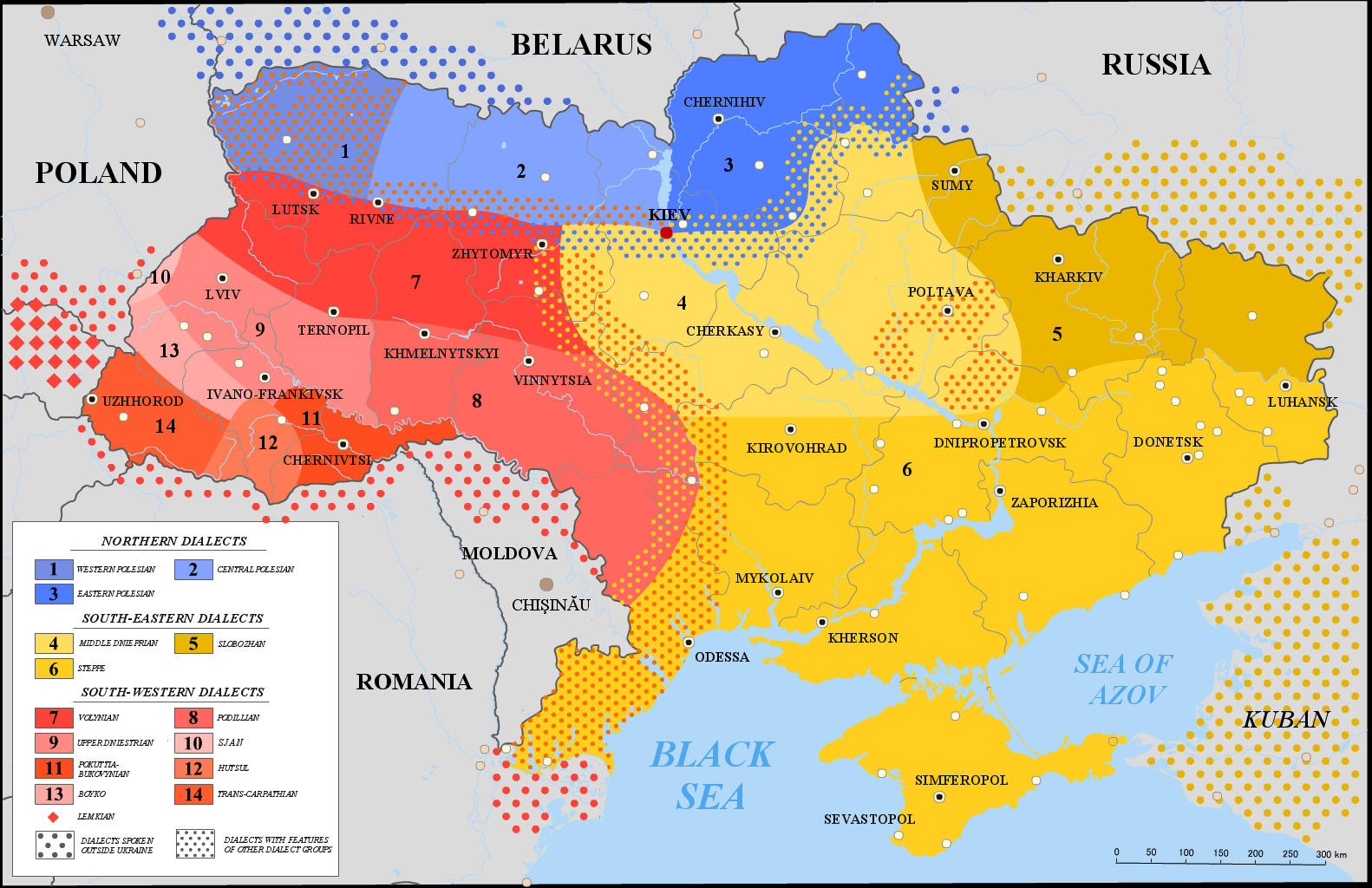
Harta e dialekteve dhe nnendialekteve të Ukraine (2005). (2005)
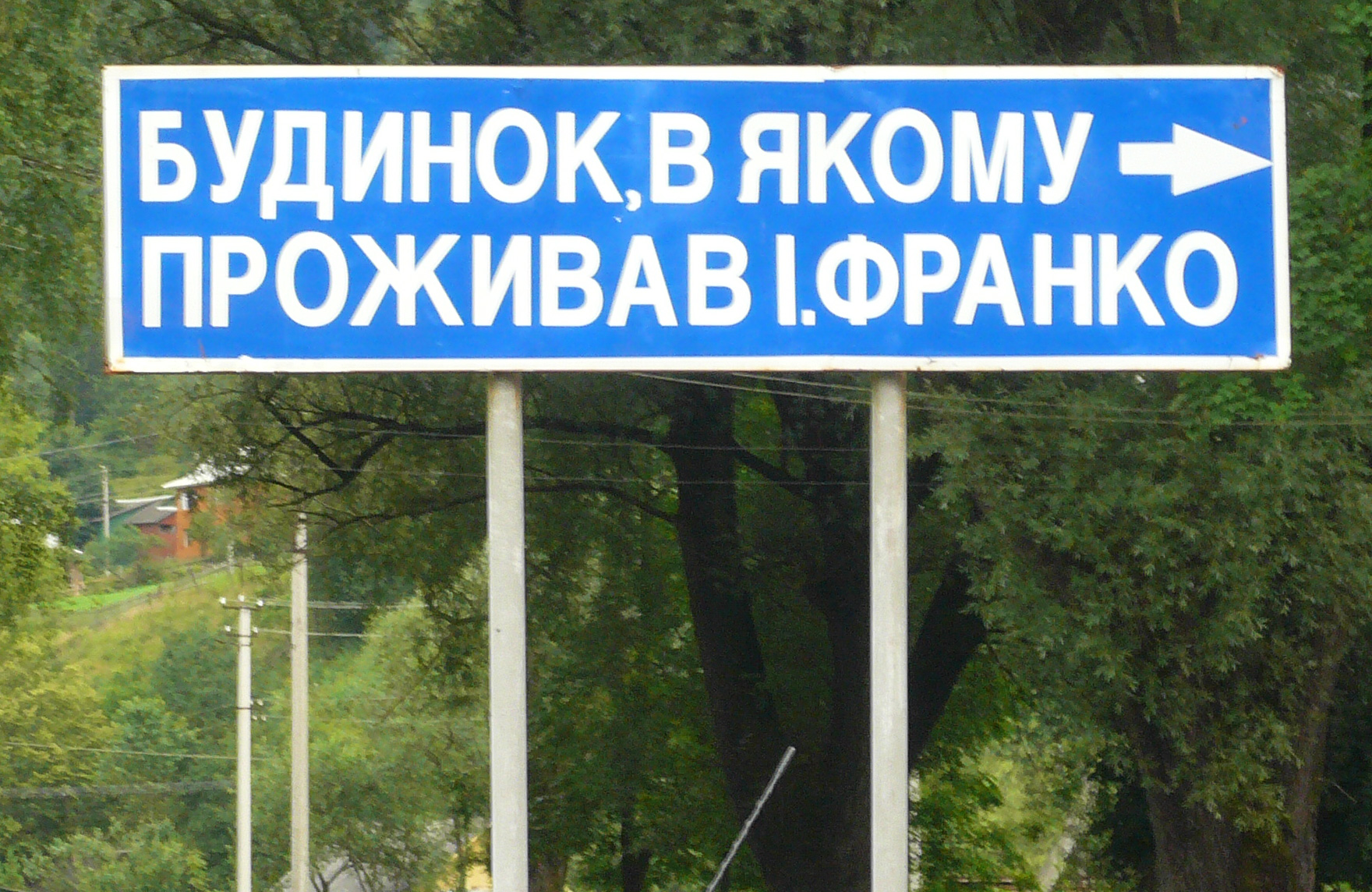
Sinal de estrada ucraniano para o Museu Ivan Franko em Krivorivnia
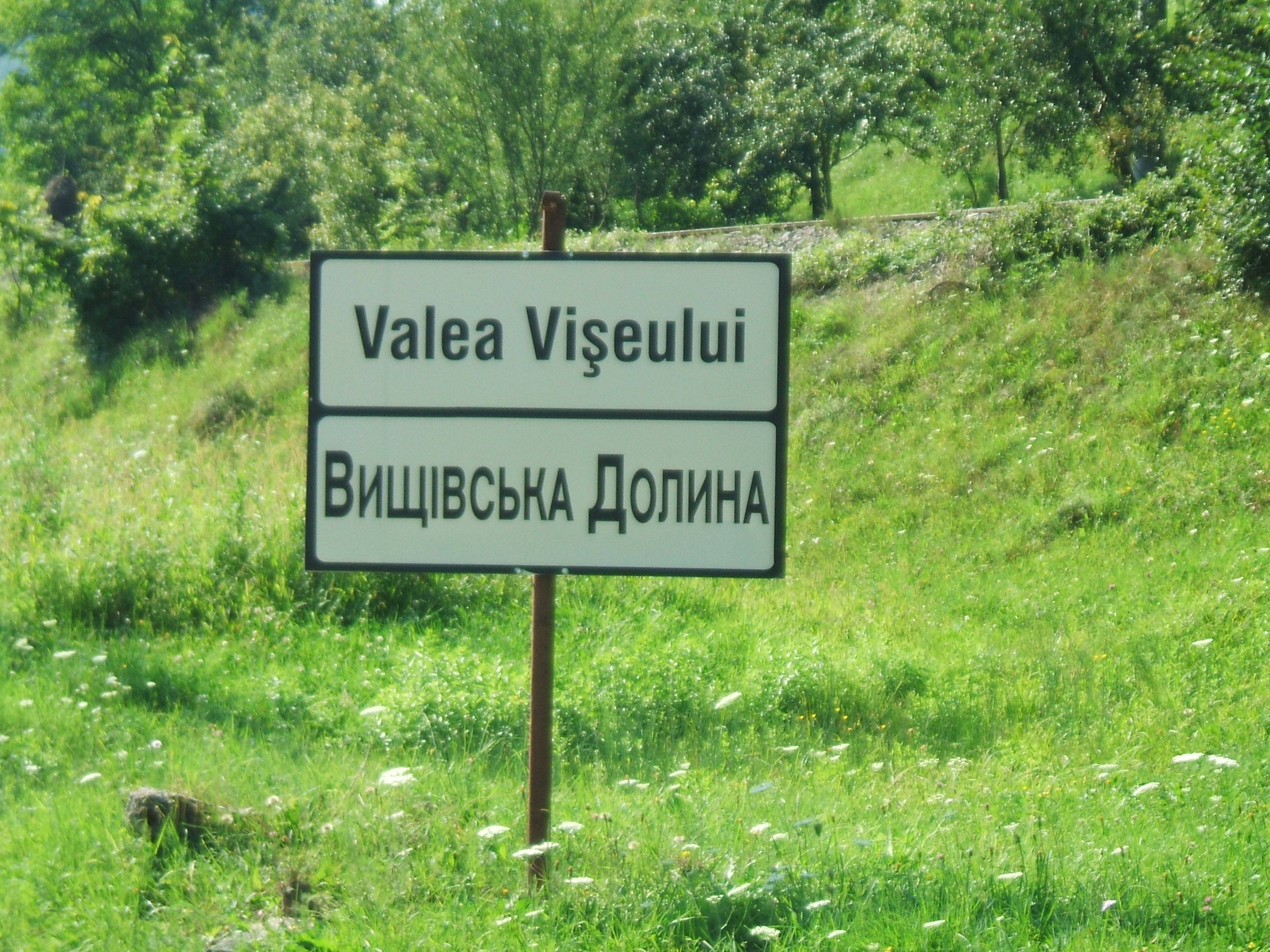
A vila de Valea Viseului (Vyshivska Dolina) em Bistra em Romênia é acessível em ucraniano e romeno
mão ucraniana

## Mapas

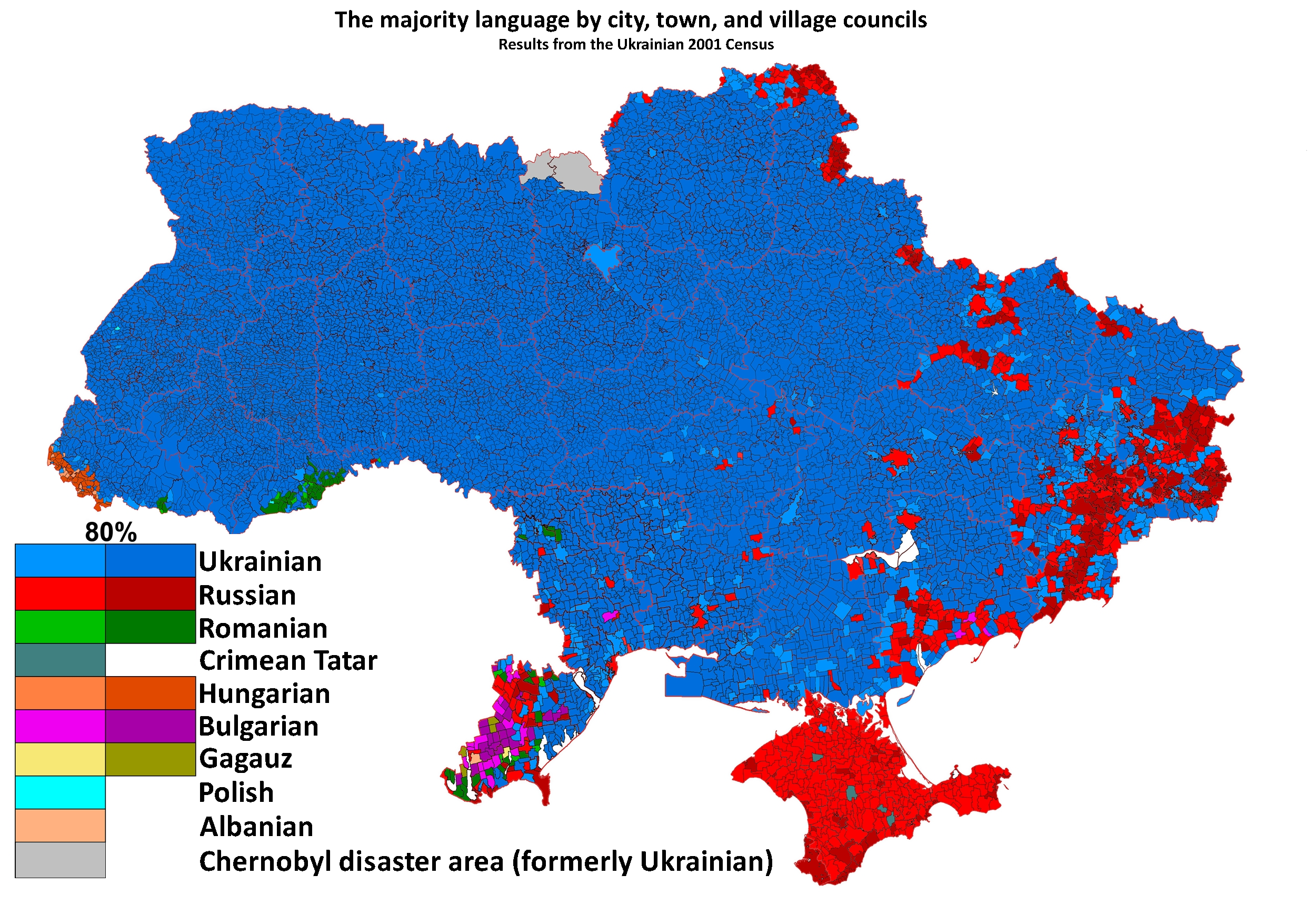
Línguas majoritárias em cada região ucraniana
Porcentagem de falantes de ucraniano em cada oblast ucraniana
Porcentagem de falantes de russo em cada oblast ucraniana
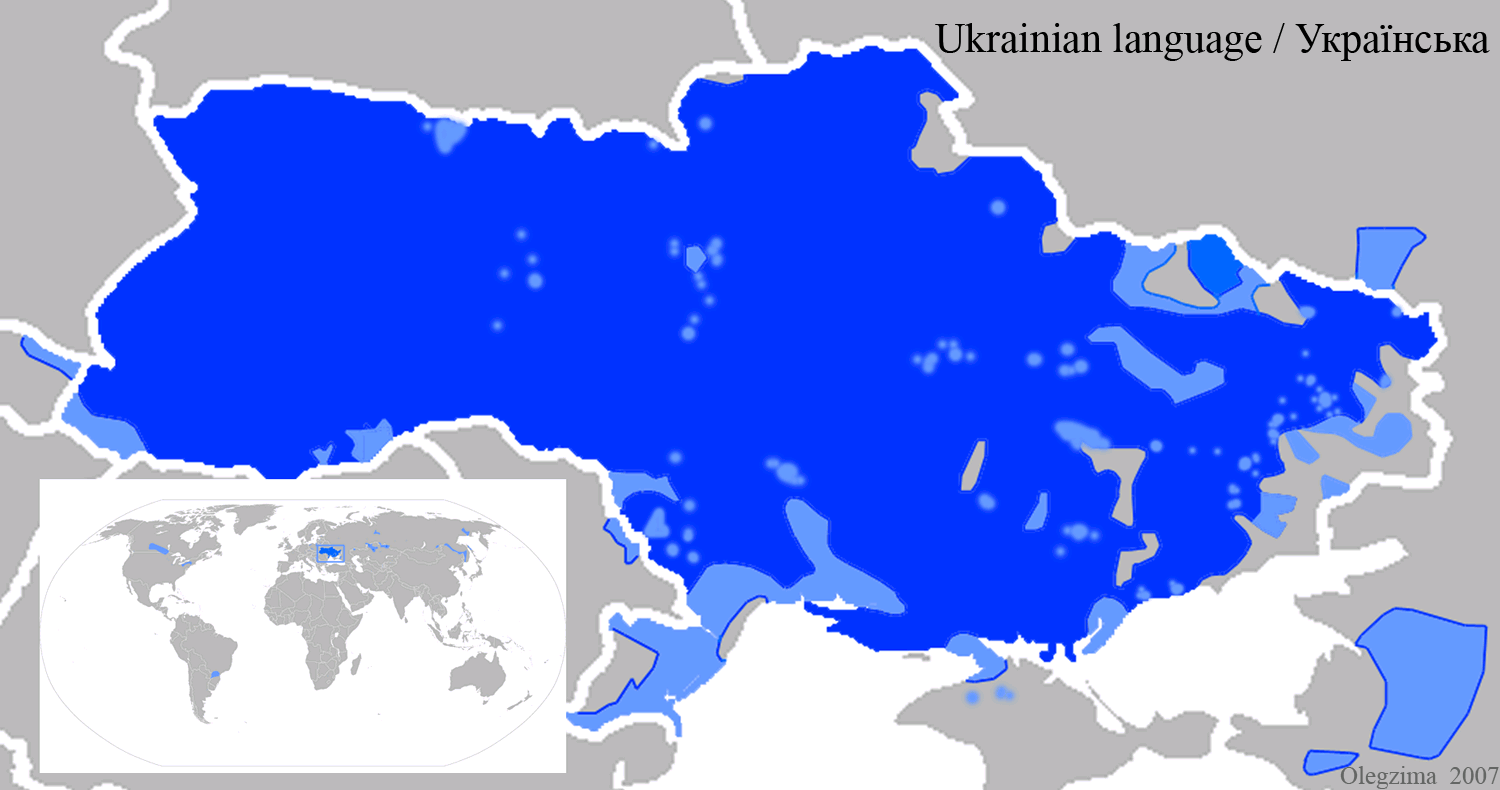
O ucraniano como língua majoritária (azul escuro) e língua minoritária (azul claro) na ucraniano e arredores
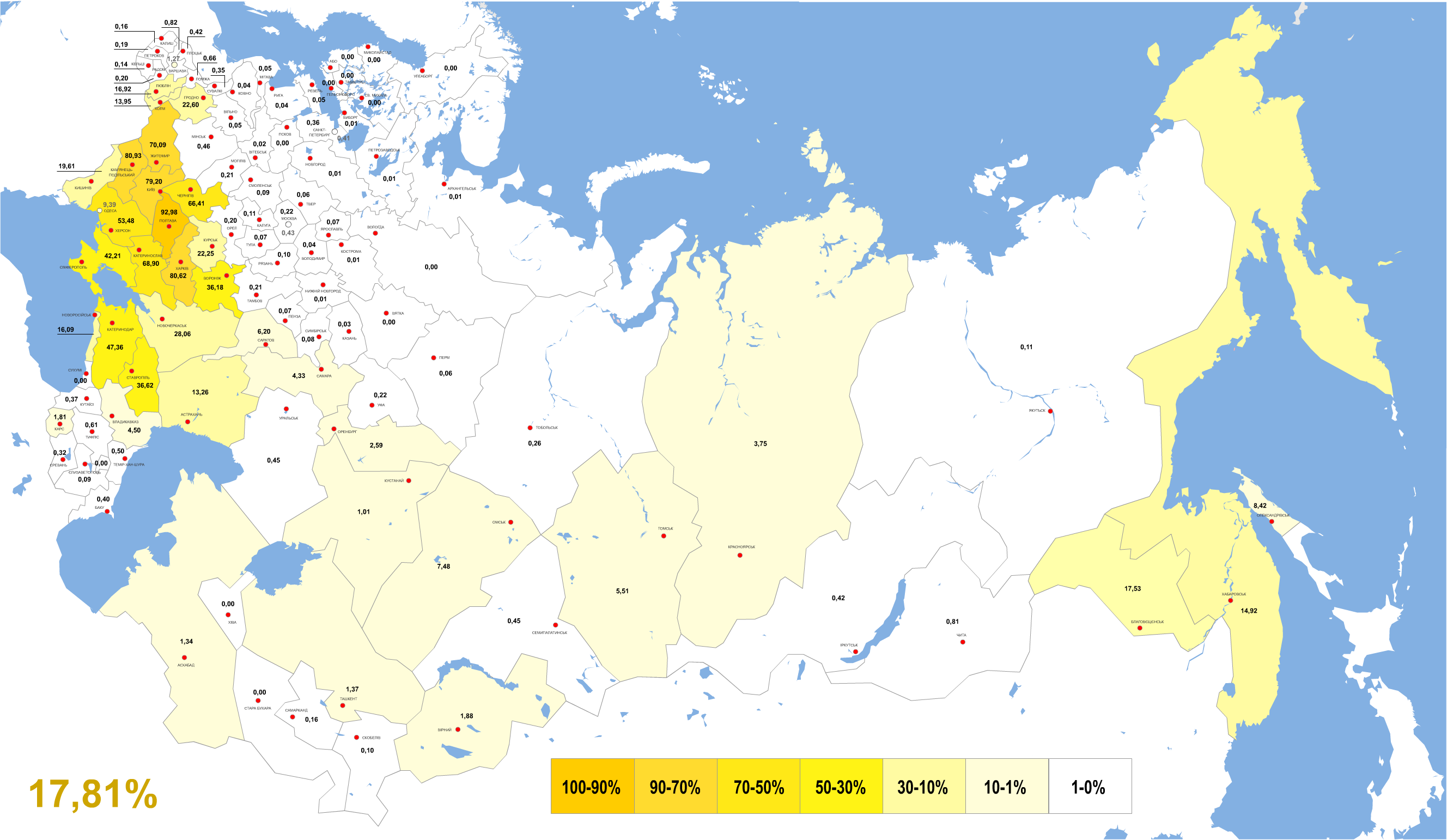
Porcentagem de falantes de ucraniano no Império Russo (1897)